# Jota Draconis b
Jota Draconis b, eller Hypatia, var den första exoplaneten som upptäcktes runt en jättestjärna. Den upptäcktes den 8 januari 2002.  Den upptäcktes genom att planetens inverkan på moderstjärna, Jota Draconis, uppmättes.  i december 2015 kungjordes de vinnande namnen. Den här planeten fick då namnet Hypatia.

## Namngivning
Vid upptäckten fick exoplaneten designationen Jota Draconis b enligt den standard som tillämpas. I juli 2014 utlyste Internationella astronomiska unionen en namngivning för exoplaneter och deras värdstjärnor. Namngivningen omfattande en offentlig omröstning om de nya namnen där alla var välkomna att delta. Den vinnande förslaget lades av Studentorganisationen vid det spanska universitetet Universidad Complutense de Madrid. Hypatia var en grekisk filosof, matematiker och astronom, som levde i Alexandria i Egypten.